# Triopha catalinae
Triopha catalinae är en snäckart som först beskrevs av James Graham Cooper 1863.  Triopha catalinae ingår i släktet Triopha och familjen Polyceridae. Inga underarter finns listade i Catalogue of Life.

## Bildgalleri

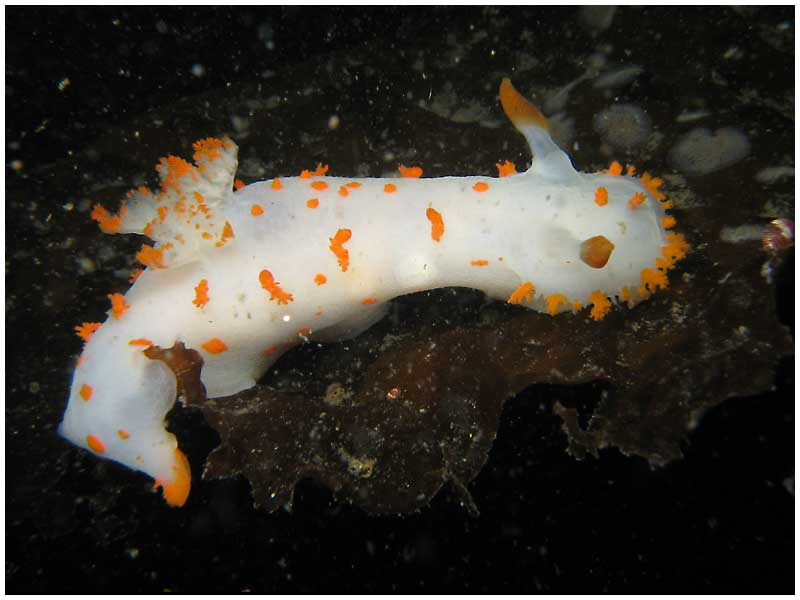
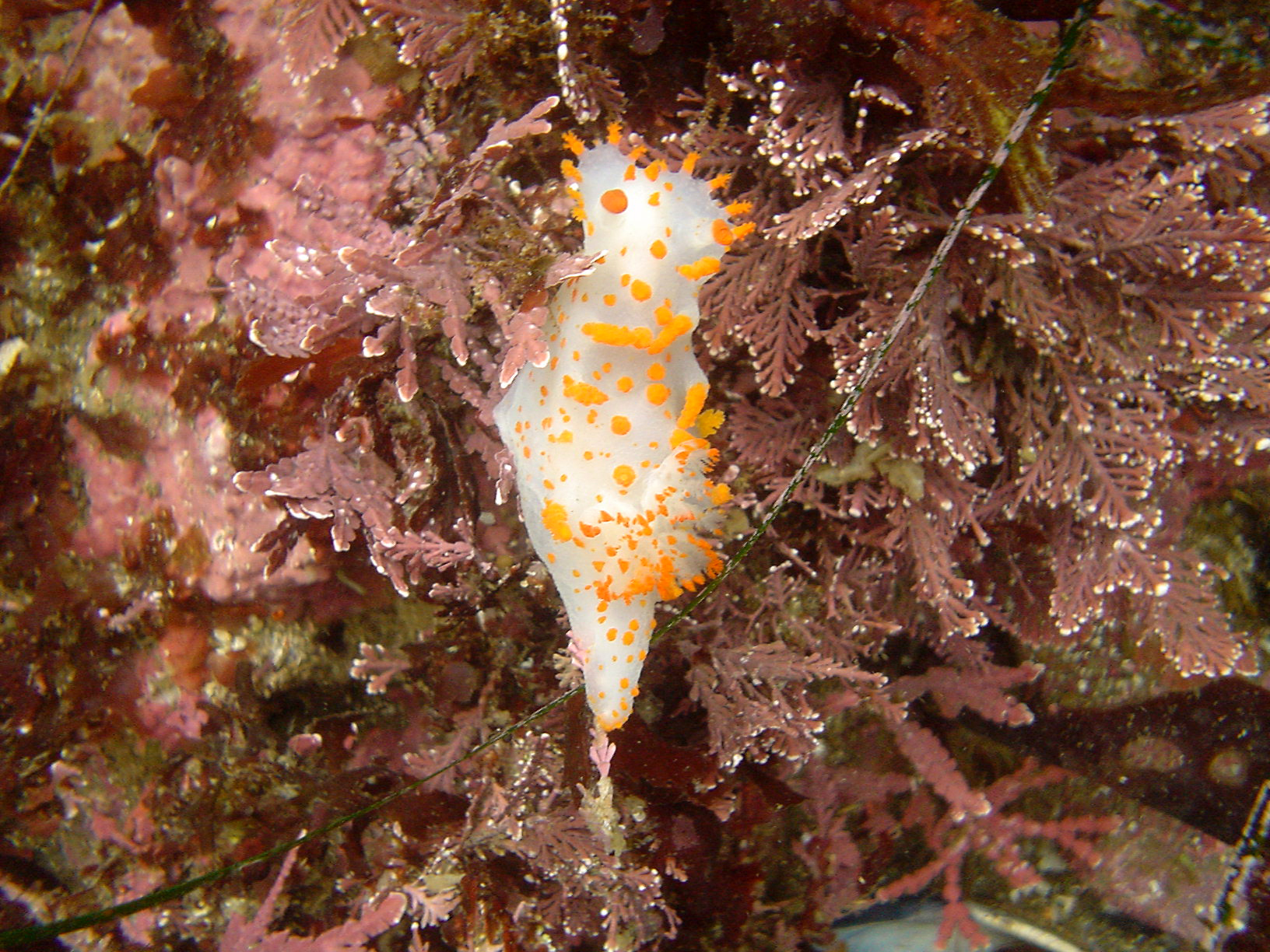